# Le Parisien Week-end
Pour les articles homonymes, voir Le Parisien (homonymie).
Le Parisien Week-end, qui prend le nom de Aujourd'hui-en-France Week-end en province, est un supplément hebdomadaire vendu le vendredi avec le journal Le Parisien (ou avec le journal Aujourd'hui-en-France en province) depuis septembre 2012. Diffusé chaque semaine à environ 420 000 exemplaires, ce magazine est édité par la société LPM, filiale du Parisien. 
Avant son changement de nom en 2017, il était intitulé Le Parisien Magazine, ou Aujourd'hui-en-France Magazine en province.

## Positionnement et contenu
Le magazine a été créé par Jean Hornain, il demande alors à Frédéric Allary, ancien directeur général de l'hebdomadaire culturel Les Inrockuptibles, de créer le titre de celui-ci.
Ce magazine se veut « surprenant, respectant nos valeurs de rigueur, d'équilibre et d'objectivité », selon Thierry Borsa, alors directeur des rédactions, interrogé à la création du titre.
Épais d'une centaine de pages, le magazine se découpait initialement en trois parties. La première, baptisée « Week-end », traitait de culture, de voyage, de gastronomie. La seconde, dite « Grand angle », s'intéressait aux sujets de fond : économie, international, société, etc. La troisième et dernière, la section « Plaisirs », était plutôt tournée consommation : mode, beauté, high-tech, etc.

## Quelques dates importantes
Le 19 octobre 2012, Arnaud Montebourg fait la couverture du magazine habillé en marinière pour un article de fond sur le « made in France ». Le dossier sera récompensé du Prix du coup éditorial 2013, décerné par le syndicat des éditeurs de la presse magazine.  
En octobre 2013, à l'occasion d'un article sur le courage en politique, Ségolène Royal est photographiée vêtue d'une sorte de toge et portant un drapeau français, à la manière de La Liberté guidant le peuple, le tableau de Delacroix. Si elle ne fait pas la couverture, cette image sera largement diffusée par les médias et même parodiée.
En janvier 2014, peu après sa rupture avec François Hollande, Valérie Trierweiler se confie au Parisien Magazine, à l'occasion d'un voyage en Inde,, expliquant notamment : « je n'aimais pas les ors de l'Élysée ».